# Agustina Ruffino
Agustina Ruffino (Berrotarán, provincia de Córdoba, Argentina, 10 de enero de 2002) es una futbolista argentina. Juega como arquera en Talleres de la Primera A.

## Trayectoria
Ruffino comenzó a jugar al fútbol en Talleres de Berrotarán a los cinco años. A los 14, tuvo que dejar el fútbol porque no aceptaban mujeres en los equipos de varones y entonces comenzó a jugar al handball. Al finalizar el secundario, se mudó a la ciudad de Río Cuarto. Comenzó a estudiar el Profesorado de Educación Física en la Universidad Nacional de Río Cuarto, mientras jugaba al fútbol en Estudiantes. En el León fue campeona regional y recibió al convocatoria a la selección nacional sub-20.
A finales de 2022, viajó a la ciudad de Córdoba para probarse en Talleres, que recién ascendía a la Primera B de los torneos nacionales. La arquera quedó finalmente en esa prueba, tras rechazar propuestas de San Luis y River Plate, y se ganó rápidamente la titularidad. Sin embargo, al poco tiempo sufrió una lesión que la alejó nueve meses de las canchas. Regresó al once inicial al poco tiempo de su recuperación y se volvió una de las figuras de las Matadoras.
En 2024, logró el ascenso a Primera División con Talleres. A comienzos del año siguiente, fue una de las primeras jugadoras en la historia del club en firmar su contrato profesional de Primera División.

## Selección nacional
Con 19 años, fue convocada para la Selección de fútbol sub-20 de Argentina, mientras jugaba en Estudiantes de Río Cuarto.

## Clubes
| Club             | País      | Año           |
| ---------------- | --------- | ------------- |
| Estudiantes (RC) | Argentina | 2021-2022     |
| Talleres         | Argentina | 2023-presente |